# Chloe Bridges
Chloe Bridges (Houma (Louisiana), 27 december 1991), geboren als Chloe Suazo, is een Amerikaanse actrice.

## Carrière
Bridges begon in 2005 met acteren in de televisieserie Freddie, waarna zij nog meerdere rollen speelde in televisieseries en films. Zij is vooral bekend van haar rol als Donna LaDonna in de televisieserie The Carrie Diaries, waar zij in 26 afleveringen speelde (2013-2014). In 2011 won zij de Nickelodeon Kids' Choice Awards voor haar rol in de film Camp Rock 2: The Final Jam.

## Filmografie

### Films
Uitgezonderd korte films.
- 2021 Love, for Real - als Hayley
- 2020 Browse - als Veronica
- 2019 Airplane Mode - als Chloe Bridges
- 2018 Game Over, Man! - als Diana
- 2018 Little Bitches - als Brooke
- 2016 Mike and Dave Need Wedding Dates - als Chloe
- 2015 Nightlight - als Nia
- 2015 The Final Girls - als Paula
- 2014 Mantervention - als Katie
- 2013 Social Nightmare - als Emily Hargroves
- 2013 Family Weekend - als Kat
- 2011 Worst. Prom. Ever. - als Neve Spirnak
- 2010 The Untitled Michael Jacobs Pilot - als Rachel Davidson
- 2010 Camp Rock 2: The Final Jam - als Dana Turner
- 2009 Forget Me Not - als Layla
- 2009 Legally Blondes - als Ashley
- 2008 The Longshots - als Tammy

### Televisieseries
Uitgezonderd eenmalige gastrollen.
- 2022 Maggie - als Jessie - 13 afl.
- 2022 The Righteous Gemstones - als Meagan - 2 afl.
- 2020 Schooled - als Paloma - 2 afl.
- 2018-2019 Insatiable - als Roxy - 5 afl.
- 2019 Charmed - als Tessa - 2 afl.
- 2014-2017 Pretty Little Liars - als Sydney Driscoll - 10 afl.
- 2017 Daytime Divas - als Kibby Ainsley - 10 afl.
- 2015 Faking It - als Zita - 5 afl.
- 2013-2014 The Carrie Diaries - als Donna LaDonna - 26 afl.
- 2011 90210 - als Alexis - 3 afl.
- 2005-2006 Freddie - als Zoey - 22 afl.

- Library of Congress Control Number: no2016119847
- MusicBrainz: be2fe195-2765-4295-8c58-27f8b9810625
- Virtual International Authority File: 1775147425851245040009
- WorldCat: E39PBJcC4FXdHQQ9tVwJTT34v3